# Charles Eliot Norton
Pour les articles homonymes, voir Norton.
Charles Eliot Norton, né le 16 novembre 1827 à Cambridge (Massachusetts) où il est mort le 21 octobre 1908, est un érudit et un homme de lettres américain.

## Biographie
Charles Eliot est le fils d'Andrews Norton (1786-1853), théologien unitarien et professeur de littérature sacrée à l'université Harvard, et de Catherine Eliot. Charles William Eliot, président de Harvard, est son cousin. Ses frères sont le général Charles Benjamin Norton et Frank Henry Norton.
Norton sort diplômé de Harvard en 1846 et débute dans les affaires avec une entreprise de commerce des Indes orientales à Boston, voyageant en Inde en 1849. Après un voyage en Europe, il retourne en Amérique en 1851 et, à partir de là, se consacre à la littérature et à l'art.
Il traduit Vita Nuova (1860 et 1867) et la Divine Comédie (1891-1892, 2 vols.) de Dante. Il travaille inlassablement comme secrétaire à la Loyal Publication Society pendant la guerre de Sécession, communiquant avec des directeurs de presse d'un bout à l'autre du pays, notamment le journaliste Jonathan Baxter Harrison, qui devient l'un de ses plus proches amis. De 1864 à 1868, il édite la North American Review, en association avec James Russell Lowell. En 1861, lui et Lowell aident Longfellow dans sa traduction de Dante et dans la création de l'informel Dante Club. En 1862, Norton se marie avec Susan Sedgwick.
En 1875, il est nommé professeur d'histoire de l'art à Harvard, une chaire qui a été créée pour lui et qu'il occupe jusqu'à sa retraite en 1898. L'Institut archéologique d'Amérique le choisit comme son premier président (1879-1890). De 1856 à 1874, Norton passe une bonne partie de son temps en voyages et en séjours en Europe et en Angleterre, et c'est durant cette période qu'il se lie d'amitié avec Thomas Carlyle, John Ruskin, Edward FitzGerald et Leslie Stephen, une intimité qui favorise les relations personnelles entre hommes de lettres américains et anglais. Norton a un génie particulier pour l'amitié, et c'est son influence personnelle plutôt que ses productions littéraires qui lui ont assuré la postérité. En 1881, il inaugure la Dante Society, dont les premiers présidents sont Longfellow, Lowell et Norton lui-même. De 1882 onward, il s'enferme dans l'étude de Dante, ses devoirs professoraux, ainsi que l'édition et la publication des monuments littéraires de nombre de ses amis. L'un de ses nombreux étudiants à Harvard est James Loeb.
En 1883 paraissent les Lettres de Carlyle et d'Emerson ; en 1886, 1887 et 1888, les Lettres et Réminiscences de Carlyle ; en 1894, les Oraisons et Adresses de George William Curtis et les Lettres de Lowell. Norton est également l'exécuteur littéraire de Ruskin, et il écrit diverses introductions pour l'édition américaine "Brantwood" des œuvres de Ruskin. Parmi ses autres publications, on peut noter Notes du Voyage et de l'Étude en Italie (1859) et une Étude historique de la construction des églises au Moyen Âge : Venise, Sienne, Florence (1880). Il a organisé des expositions des dessins de Turner (1874) et de Ruskin (1879), dont il compile les catalogues.
En 1906, il publie une véritable encyclopédie de la littérature d'enfance et de jeunesse anglaise, avec les sept tomes de The heart of oak books (Le cœur des livres en chêne) :
- Livre I : Comptines, ritournelles et fables (Rhymes, jingles, and fables) ;
- Livre II : Fables et contes de maternelle (Fables and nursery tales) ;
- Livre III : Contes de fées, ballades et poèmes (Fairy tales, ballads and poems) ;
- Livre IV : Histoires de fées et contes d'aventure classiques (Fairy stories and classic tales of adventure) ;
- Livres V à VII : Chefs-d’œuvre de la littérature (Masterpieces of literature).

Il meurt à Shady-hill, la maison où il était né. Il a légué la partie la plus précieuse de sa bibliothèque à Harvard. 
Aujourd'hui, son nom est associé à une série de cours (Charles Eliot Norton Lectures) donnés chaque année par des professeurs distingués à Harvard.